# Prodotti DOP portoghesi
Questa è la lista dei prodotti portoghesi che hanno avuto il riconoscimento di una DOP (Denominazione di Origine Protetta). Le DOP sono indicazioni geografiche definite dalla legislazione comunitaria dell'Unione europea con il fine di proteggere il nome dei prodotti legati alle cucine regionali. 
Da parte del Portogallo, sono già stati registrati al livello comunitario più di 60 prodotti e altri sono costantemente in fase più o meno avanzata di riconoscimento.
Non sono da confondere questi prodotti con quelli invece riconosciuti dall'IGP (Indicazione Geografica Protetta).
I nomi sono scritti rispettando la grafia originale (compreso l'uso delle maiuscole), in accordo con quanto utilizzato nella legislazione comunitaria.

## Lista dei prodotti

### Olio e olive

#### Olio
- Azeite de Moura (Olio di Moura)
- Azeite de Trás-os-Montes (Olio di Trás-os-Montes)
- Azeite do Alentejo Interior (Olio dell'Alentejo interno)
- Azeites da Beira Interior (Oli della Beira interna)
  - Azeite da Beira Alta (Olio della Beira alta)
  - Azeite da Beira Baixa (Olio della Beira bassa)
- Azeites do Norte Alentejano (Oli del Nord alentejano)
- Azeites do Ribatejo (Oli del Ribatejo)

#### Olive
- Azeitona de conserva Negrinha de Freixo (Oliva da tavola Negrinha de Freixo)
- Azeitonas de Conserva de Elvas e Campo Maior (Olive da tavola di Elvas e Campo)

### Carne bovina
- Carnalentejana (Carne alentajana)
- Carne Arouquesa
- Carne Barrosã
- Carne Cachena da Peneda
- Carne de Bravo do Ribatejo
- Carne da Charneca
- Carne Marinhoa
- Carne Maronesa
- Carne Mertolenga
- Carne Mirandesa

### Carne caprina
- Cabrito Transmontano (Capretto transmontano

### Carne ovina
- Borrego Serra da Estrela (Agnello di latte della Serra di Estrela)
- Borrego Terrincho (Agnello di latte Terrincho)
- Cordeiro Bragançano (Agnello di Bragança)
- Cordeiro Mirandês ou Canhono Mirandês (Agnello mirandese)

### Carne suina
- Carne de Bísaro Transmontano ou Carne de Porco Transmontano (Carne di maiale transmontano)
- Carne de Porco Alentejano (Carne di maiale alentejano)

#### Prosciutti e prosciutti di spalla
- Presunto de Barrancos (Prosciutto di Barrancos)
- Presunto do Alentejo e Paleta do Alentejo (Prosciutto dell'Alentejo e Prosciutto di spalla dell'Alentejo)

### Frutta

#### Prugne
- Ameixa d´Elvas (Prugna di Elvas)

#### Ananas
- Ananás dos Açores/São Miguel (Ananass delle Azzorre)

#### Annona
- Anona da Madeira (Annona di Madeira)

#### Ciliegia
- Cereja de São Julião-Portalegre (Ciliegia di São Julião-Portalegre)

#### Mela
- Maçã Bravo de Esmolfe (Mela Bravo di Esmolfe)
- Maçã Riscadinha de Palmela (Mela Riscadinha di Palmela)

#### Maracuia
- Maracujá dos Açores/S. Miguel (Maracuia delle Azzorre)

#### Pera
- Pêra Rocha do Oeste (Pera Rocha dell'Ovest)

### Frutta secca

#### Mandorla
- Amêndoa Douro (Mandorla Douro)

#### Castagne
- Castanha da Padrela (Castagna della Padrela)
- Castanha da Terra Fria (Castagna della Terra fredda)
- Castanha Marvão-Portalegre (Castagna Marvão-Portalegre)
- Castanha dos Soutos da Lapa (Castagna dei Soutos da Lapa)

### Miele
- Mel da Serra da Lousã (Miele della Serra di Lousã)
- Mel da Serra de Monchique (Miele della Serra di Monchique)
- Mel da Terra Quente (Miele delle terre calde)
- Mel das Terras Altas do Minho (Miele delle Terre alte del Minho)
- Mel de Barroso (Miele di Barroso)
- Mel do Alentejo (Miele dell'Alentejo)
- Mel do Parque de Montezinho (Miele del Parco di Montezinho)
- Mel do Ribatejo Norte (Miele del Ribatejo settentrionale)
- Mel dos Açores (Miele delle Azzorre)

### Formaggi e latticini
- Queijo de Azeitão (Formaggio di Azeitão)
- Queijos da Beira Baixa (Formaggi della Beira bassa)
  - Queijo Amarelo da Beira Baixa (Formaggio giallo della Beira bassa)
  - Queijo de Castelo Branco (Formaggio di Castelo Branco)
  - Queijo Picante da Beira Baixa (Formaggio piccante della Beira bassa)
- Queijo de Cabra Transmontano (Formaggio di capra transmontano)
- Queijo de Évora (Formaggio di Evora)
- Queijo de Nisa (Formaggio di Nisa)
- Queijo do Pico (Formaggio di Pico)
- Queijo Rabaçal (Formaggio Rabaçal)
- Queijo São Jorge (Formaggio São Jorge)
- Queijo Serpa (Formaggio Serpa)
- Queijo Serra da Estrela (Formaggio della Serra di Estrela)
- Queijo Terrincho (Formaggio Terrincho)
- Requeijão da Beira Baixa (Ricotta [Requeijão] della Beira bassa)
- Requeijão da Serra da Estrela (Ricotta della Serra di Estrela)
- Travia da Beira Baixa (Ricotta [travia] della Beira bassa)

### Altri

#### Sale
- Sal de Tavira ou Flor de Sal de Tavira (Sale di Tavira)